# Dhoom! – Die Jagd beginnt
Dhoom ist ein indischer Film. Er gehört zu den erfolgreichsten indischen Filmen des Jahres 2004 und brachte ein neues Genre nach Bollywood, das Motorrad-Action behandelt.
Die Deutschlandpremiere fand am 10. März 2006 im frei empfangbaren Fernsehsender RTL II statt, allerdings als gekürzte Fassung.

## Handlung
Eine Bande von Motorradfahrern raubt in Mumbai Geldtransporter aus. Der Fall wird dem Hardliner-Polizisten ACP Jai Dixit zugeteilt. Dabei trifft er auf den Kleingauner Ali, den er zunächst verdächtigt, dann aber mit ihm zusammenarbeitet. Bei einem misslungenen Versuch, die Bande zu fassen, erschießt Dixit eines der Mitglieder, und es kommt zum Bruch zwischen ihm und Ali. Kabir, der Kopf der Bande, versucht Ali als Ersatz für den Erschossenen zu gewinnen, um das größte Casino in Goa zu bestehlen. Am Ende stellt sich jedoch heraus, dass Dixit und Ali doch weiterhin zusammenarbeiten und die Bande kann verhaftet werden, außer Kabir. Er flieht, bis Dixit und Ali ihn bei einer Klippe einkesseln. Kabir sieht keinen Ausweg mehr, er springt mit dem Motorrad und dem Geld von der Klippe und stirbt. Am Ende bittet Ali, dass Dixit Sheena (Mitglied der Bande und Alis Liebe) nicht ins Gefängnis gesteckt werden soll, da sie einen Polizisten (Ali) heiraten werde. Dixit verneinte dies mit der Begründung, dass Ali kein Polizist sei. Ali fragt dann ob er Polizist werden könnte und Dixit sagt: „mal schauen“.

## Fortsetzungen
Am 24. November 2006 ist in Indien der zweite Teil des Films (Dhoom 2 – Back in Action) erschienen. Erneut spielen Abhishek Bachchan und Uday Chopra mit, Hrithik Roshan übernimmt die Rolle des Bösewichts.
Dhoom: 3 wurde am 20. Dezember 2013 veröffentlicht und erschien im Mai 2014 in Deutschland auf DVD. Am 9. Januar 2014 kam der Film in die deutschen Kinos und nahm an den Kassen rund 82.000 US-Dollar ein. Dhoom 3 hat eine der höchsten Einnahmen, als Hindi-Film, in Deutschland eingenommen, nach Happy New Year – Herzensdiebe

## Synchronisation
| Darsteller        | Rolle                | Synchronsprecher   |
| ----------------- | -------------------- | ------------------ |
| Abhishek Bachchan | A.C.P. Jai Dixit     | David Nathan       |
| Uday Chopra       | Ali Akbar Fateh Khan | Dennis Schmidt-Foß |
| John Abraham      | Kabir                | Torsten Michaelis  |
| Esha Deol         | Sheena               | Berenice Weichert  |
| Rimi Sen          | Mrs. Sweety Dixit    | Ranja Bonalana     |
| Manoj Joshi       | Shekhar              | Peter Flechtner    |
| Sanjay M. Singh   | Rahul                | Ingo Albrecht      |

## Belege
1. ↑   Freigabebescheinigung für Dhoom! – Die Jagd beginnt. Freiwillige Selbstkontrolle der Filmwirtschaft, November 2005 (PDF; Prüfnummer: 104 286 DVD).
2. ↑  Free-TV Fassung von Dhoom - Die Jagd beginnt, abgerufen am 12. August 2013
3. ↑  Dhoom - Die Jagd beginnt. In: Deutsche Synchronkartei. Abgerufen am 12. August 2013.